# 东江水库
东江水库，又名东江湖、小东江，位于中国湖南省资兴市东江街道，耒水（湘江支流）上游，是以发电为主，兼有防洪、航运等功能的大型水电工程。东江湖亦是国家重点风景名胜区、国家5A级旅游景区。

## 历史沿革
工程于1958年动工，至1961年初停建。1978年4月复工，1980年11月截流，1986年8月蓄水，1987年11月第一台机投产发电，1992年枢纽工程全面竣工。

## 参数
水库控制流域面积4719平方千米，占耒水流域面积39.6%。水面面积160平方千米，总库容91.5亿立方米，当正常高水位285米时，相应库容有81.2亿立方米。库容系数1.25，为多年调节水库。